# Мистификации о Вьетнамской войне
Мистификации о Вьетнамской войне (англ. Vietnam War myths) — совокупность всего массива преднамеренно и непреднамеренно искажённой информации о событиях Войны во Вьетнаме (1960—1975 годы). Периодизация позволяет разделить их на те, которые стали появляться непосредственно в период самой войны, и все остальные, появившиеся уже после её окончания. Появлению и широкому распространению некоторых мифов способствовали западные средства массовой информации, тиражировавшие сенсационную, но не подтверждённую ничем информацию, а также бестселлеры с шокирующими подробностями о войне, которые на поверку оказывались беллетристическими произведениями людей, к войне имевшими весьма отдалённое отношение, либо не имевшими его вовсе.

## Мифы американского происхождения

### Советские снайперы во вьетнамских джунглях
Директор информационно-аналитического управления ВВС США Р. С. Бойд, в 1969—1970 гг. служивший офицером военной разведки Армии США в Южном Вьетнаме на должности военного советника по разведке в своём труде, посвящённом войскам специального назначения СССР, писал о том, что в конце 1960-х гг., группы советского спецназа, по четыре человека в каждой, направлялись во Вьетнам для испытания 7,62-мм снайперской винтовки Драгунова в бою.

### Перевозка героина в солдатских гробах
Американский гангстер Фрэнк Лукас утверждал, что в ходе войны наладил перевозку героина из Юго-Восточной Азии в США в гробах погибших американских солдат. Этот эпизод отражён в художественном фильме «Гангстер» и в сериале «Полиция Майами: Отдел Нравов». В реальности транспортировка наркотиков осуществлялась не в гробах, а в мебели. Об этом свидетельствовали поставщик Лукаса Лесли Аткинсон (прямо обвинивший Лукаса во лжи) и агент по борьбе с наркотиками Чарльз Лутц, участвовавший в расследовании этого дела и подробно описавший его в статье «The Cadaver Connection», опубликованной журналом «Vietnam Magazine».

## Мифы российского происхождения
Этот раздел статьи — о вымышленных историях советского военного участия во Вьетнамской войне. О реальной боевой работе советских военнослужащих в этой стране см. Группа советских военных специалистов во Вьетнаме.
На протяжении долгих лет, до нач. 1990-х гг., тема советского военного присутствия во Вьетнаме, а равно и участия советских военных и гражданских специалистов в боевых действиях на территории этой страны, не поднималась в советской печати, как и Гостелерадио СССР. Более того, самим военным специалистам отказывали в предоставлении архивной информации о прохождении ими военной службы во Вьетнаме: бывший начальник штаба Группы советских военных специалистов во Вьетнаме полковник Б. А. Воронов во время написания мемуаров о тех событиях, для уточнения некоторых дат обратился в Центральный архив Министерства обороны СССР с просьбой ознакомиться с его собственными донесениями, которые он отправлял во время службы из Вьетнама в Москву, на что получил категорический отказ.

### История изучения вопроса
Тема советской военной помощи Вьетнаму обсуждалась, главным образом, в анекдотах, дворовых песнях и на уровне слухов. Одним из первых, в ветеранской печати, вопрос участия советских военнослужащих во Вьетнамской войне поднял полковник государственной безопасности И. Н. Морозов в статье «Как мы воевали во Вьетнаме», опубликованной в октябре 1991 г., где им впервые была названа цифра — 10-12 тыс. советских военнослужащих за все годы Вьетнамской войны. При этом, Морозов с точностью отметил, что большинство советского военного контингента составляли специалисты зенитно-ракетных войск.
После публикации И. Н. Морозова, и ряда других материалов, проливающих свет на роль советских военнослужащих во Вьетнамской войне, жёлтая пресса наводнилась публикациями сомнительного характера, повествующими небылицы о советских диверсантах во вьетнамских джунглях. Ситуация осложнялась тем, что солидные научные издания, с большой редакционной коллегией и возможностью проверить те или иные материалы в закрытых фондах ведомственных архивов, такие как, например, Военно-исторический журнал, не торопились публиковать исследовательские материалы о советской военной помощи Вьетнаму. Публикацией этих материалов занимались, главным образом, издания, в которых принципиально не рецензировались поступающие материалы, как, например, «Солдат удачи» (который начал выходить с октября 1994 г.), где публиковались воспоминания ветеранов и исследования историков-любителей. Из-за отсутствия какого-либо контроля поступающих материалов, среди этих публикаций встречалось множество мистификаций, однако, к чести издателей того же «Солдата удачи», следует признать, что не имея собственной редакционной коллегии, способной следить за качеством и достоверностью публикуемой информации, они регулярно выделяли печатное пространство для публикации писем читателей, с опровержением ранее опубликованных материалов.
Писатель-историк М. М. Ильинский, работавший во Вьетнаме по линии военной журналистики, регулярно контактировал с руководством Группы советских военных специалистов во Вьетнаме, аппаратом советского военного атташе в Ханое, резидентурой разведки Первого главного управления КГБ СССР, представителями Главного разведывательного управления Генштаба ВС СССР, и с Министерством обороны Вьетнама. Основываясь на собственном опыте, он опровергает некоторые наиболее навязчивые мифы Вьетнамской войны:
1. Никогда никаких «спец. групп», отрядов «спецназа» для ведения разведывательной и диверсионной деятельности в джунгли Южного Вьетнама не забрасывали ни КГБ, ни ГРУ;
2. Советские военные советники не сопровождали танковые колонны на Юге Вьетнама, в Лаосе или Камбодже.
3. Если военная разведка и принимала участие, то в форме агентурной, а отнюдь не войсковой разведки.

Кроме того, советская военная и политическая разведка в Индокитае встречала сразу несколько существенных преград, обусловленных особенностями военного времени:
- Режимность передвижений — советские специалисты не могли просто так перемещаться по территории Вьетнама куда им заблагорассудится. В обязательном порядке обо всех передвижениях должна была быть, по меньшей мере, проинформирована вьетнамская сторона;
- Трудности осуществления непосредственных контактов с местным населением — с начала войны, ни в одном из подразделений ГРУ, работавших во Вьетнаме, не было ни одного специалиста, знавшего вьетнамский язык, а первый военный переводчик прибыл лишь в 1967 г. Переводчиков катастрофически не хватало даже для обслуживания деятельности руководства советской военной разведки во Вьетнаме, а об укомплектовании переводчиками каких-либо подразделений не могло быть и речи;
- Стремление вьетнамцев не дать возможности русским и китайцам сталкиваться на вьетнамской территории — вьетнамцы учитывали советско-китайскую напряжённость и сокращали любые возможности нежелательных встреч представителей двух помогавших им государств.

### Рейд на лагерь Flying Joe
Одним из первых информацию о якобы имевших место во время Вьетнамской войны спецоперациях с участием бойцов и командиров частей специального назначения Главного разведывательного управления Генштаба (СпН ГРУ ГШ) распространил А. Е. Тарас в своей книге «Коммандос», которую он издал в 1997 г. под псевдонимом «Дон Миллер», претендуя на объективность и непредвзятость исследования, и подкрепляя публикацию не существующим в действительности иностранным научным авторитетом.
Тарас (он же Миллер) писал о том, что группы армейского и флотского спецназа, а также внешней разведки КГБ выполняли во Вьетнаме «роль инструкторов и советников, но периодически вступали и в боевое соприкосновение с западными коммандос». При этом он «перестраховывался» от попыток проверки этой информации в западных источниках, мотивируя это так: «О большинстве операций спецназа ГРУ на Западе либо вообще ничего не знают, либо имеют крайне смутное представление». Для подкрепления этого утверждения примерами он тут же приводил «довольно типичный пример одной из таких операций»:

В мае 1968 года советская спецгруппа в количестве 9 человек совершила налет на секретный лагерь американских вертолётов «Флайинг Джо» (Летающий Джо), находившийся на территории Камбоджи, в 30 км от границы с ДРВ. Этот лагерь предназначался для заброски американских разведывательно-диверсионных групп в Северный Вьетнам, а также для полётов туда с целью спасения пилотов сбитых самолётов. На его летном поле под маскировочными сетями постоянно находились 2 лёгких вертолёта связи, 8-10 тяжёлых транспортных машин и 4 машины огневой поддержки «Супер Кобра».
Смысл операции составляли именно эти последние, оснащенные новейшими по тем временам управляемыми реактивными снарядами, а главное — системами их наведения на цель. В результате налета, занявшего не более 25 минут, одна «Супер Кобра» была угнана в ДРВ, все остальные вертолёты либо уничтожены, либо серьёзно повреждены. Американцы потеряли убитыми и ранеными не менее 15 человек, собственные потери нападающих составили три человека убитыми.— «Коммандос: Формирование, подготовка, выдающиеся операции спецподразделений», 1997

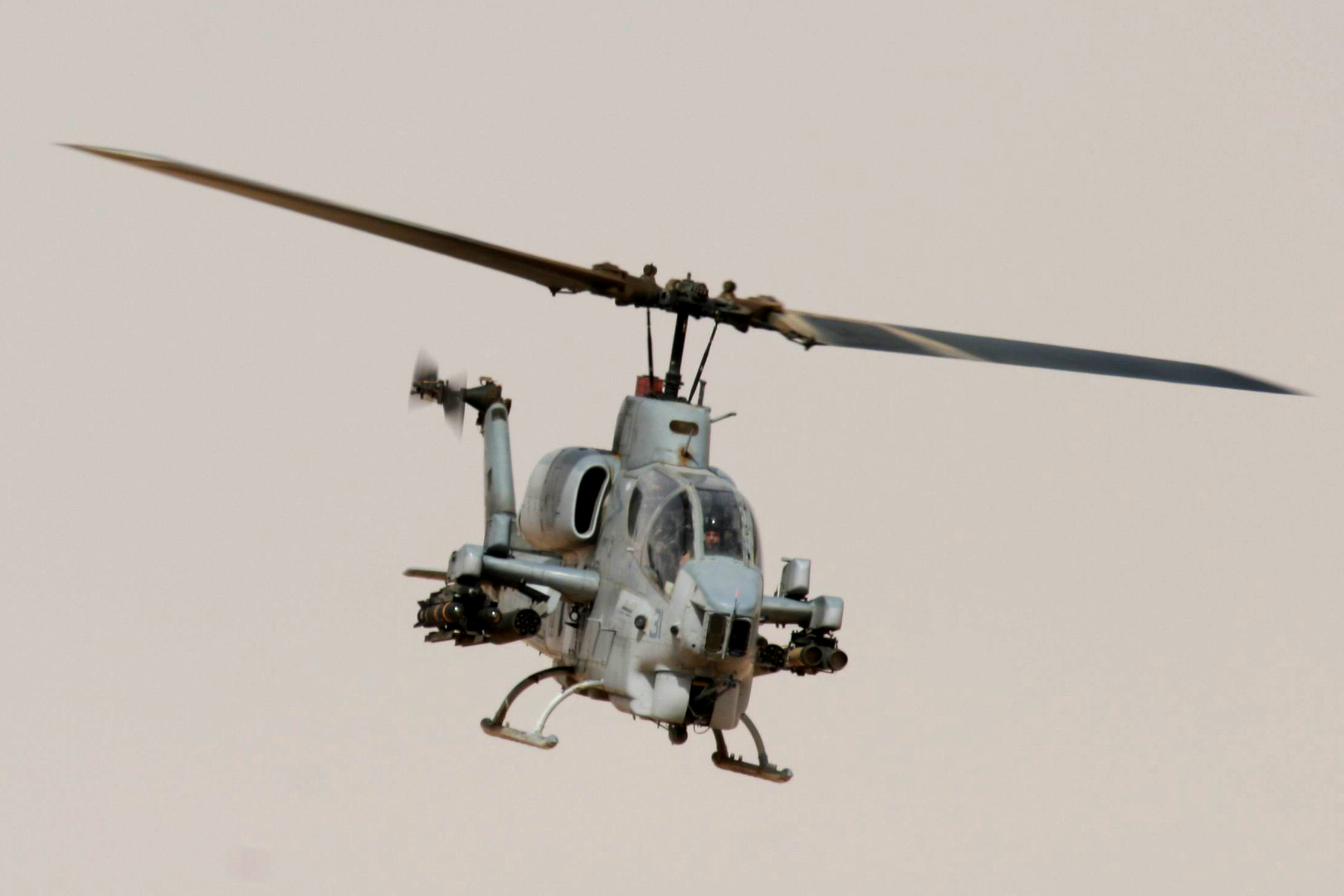
AH-1 SuperCobra

Впоследствии, эта информация об угоне во Вьетнам вертолёта AH-1 SuperCobra с авиабазы Flying Joe (база с таким названием не упоминается в перечне авиационных и других военных баз, которые бы могли использоваться Соединёнными Штатами для стоянки вертолётов в Юго-Восточной Азии) цитировалась и обрастала новыми подробностями, как в прессе, так и на телевидении, и даже в методических изданиях для школьных учителей, таких, как например, «Учительская газета».
В частности, авторы серии «Энциклопедия заблуждений», поставив перед собой задачу опровергнуть наиболее популярные и живучие мифы о СССР, опираясь прежде всего на документальные источники, исследования серьёзных историков и на свидетельства очевидцев, пытались опровергнуть «миф о неучастии Вооружённых сил СССР во Вьетнамской войне». В этом издании утверждается, что во Вьетнамской войне были задействованы подразделения диверсантов-разведчиков из системы ГРУ ГШ, которые совершили немало рейдов по тылам американских войск, нападая на штабы частей и соединений, разрушая военную инфраструктуру. Об их численности и о проведённых ими операциях данных не приводится. Также, ссылаясь на данные «некоторых военных аналитиков», сообщается, что за 9 месяцев войны во Вьетнаме побывало только в качестве военных советников и специалистов 6 тысяч 359 генералов и офицеров (Исследователи ИВИМО называют ту же цифру, только не за 9 месяцев, а за период с июля 1965 г. по декабрь 1974 г.), а кроме того, в Северном Вьетнаме был развёрнут целый советский зенитно-ракетный корпус ПВО — 9 бригад, оснащенных ракетами типа С-75 «Двина», а также 5 радиотехнических дивизионов.
Бывший начальник специальной службы штаба Туркестанского военного округа, полковник М. Штейнберг в своём цикле статей «Советский спецназ: Взлёты и трагедии», опубликованном в нью-йоркской газете «Русский базар», скомпилировав информацию о предыдущих источников, писал о том, что во Вьетнамской войне были задействованы подразделения диверсантов-разведчиков из системы ГРУ ГШ, которые совершили немало рейдов по тылам американских войск, нападали на штабы частей и соединений, разрушая таким образом военную инфраструктуру. Точных данных об их численности и о проведённых ими операциях почти нет.
Кроме них, на информацию о рейде СпН ГРУ на базу в Камбодже и угон вертолёта «Супер Кобра» сослался заведующий аналитическим отделом Института политического и военного анализа А. А. Храмчихин, который написал в сущности то же самое, что и Тарас, только вместо 15 уничтоженных или сильно повреждённых вертолётов, у него их уже оказывается 19, а все убитые советскими спецназовцами на базе, оказываются американскими военнослужащими (Тарас не конкретизировал принадлежности погибших).
В прессе появлялись публикации, оспаривающие утверждения А.Тараса. Также возмущённые читатели писали в редакцию по поводу книги А.Тараса о спецназе: «Да у них [„зелёных беретов“] по сравнению с советским спецназом руки не по локоть в крови, а по самую шею. Или вы относитесь к категории людей любящих самобичевание: вот какие мы плохие».

### Американский вертолётный десант на позиции советских войск
В январском номере журнала «Солдат удачи» за 2003 г. вышла публикация «Мы дрались с американским десантом», некоего Александра Тынянова, в которой тот описывал свои сражения с американским десантом в 1972 г., в частности о том, что служил в составе роты охраны, сообщал о Ленинской комнате своей военной части, которая была «завалена обломками сбитых самолётов», а также то, что на позиции ракетных батарей, которые охраняла его рота, была осуществлена выброска парашютного десанта с дюжины вертолётов CH-47, которую они, разумеется, отбили ещё в воздухе, однако, коварный враг успел высадить ещё один батальон им в тыл, и их рота, в неравном бою понесла потери до половины личного состава, но стойко отбила натиск американского десанта.
Ответ на эту статью вышел в октябрьском номере того же журнала за 2004 г., где военный пенсионер Р. Мартынов развенчал воспоминания «бойца с американским десантом», отметив, в частности, что никакими документами, пребывание оного во Вьетнаме не подтверждено и его воспоминания о том, как он прикладом крушил черепа американским десантникам, выглядят, мягко говоря, неправдоподобно: об этом или подобном десанте не писал ни один бывший советский военный советник. Кроме того, было совершенно неясно какая преследовалась цель? Теоретически, украсть советского специалиста могла и разведгруппа, что гораздо безопаснее, чем отправлять усиленный батальон вертолётного десанта. Не было публикаций и в советской печати, хотя трупы американцев в 100 км к северу от Ханоя могли стать неоценимым подарком пропагандистам. Кроме того — откуда могли взяться вертолёты в тех местах, миновав зону ПВО Ханоя? Заключая свой ответ, Мартынов со своей стороны предположил, что в действительности, автор этих псевдомемуаров служил где-нибудь под Астраханью, а сами эти рассказы были не более чем сказками.
Как отметил в интервью журналу «Братишка» Ю. П. Трушечкин — несмотря на обилие голливудских боевиков, посвящённых различным операциям «зелёных беретов» и героев-одиночек во Вьетнамской войне, каких-либо попыток специальных подразделений армии США, проникнуть на позицию советских военных специалистов, совершить диверсию, или освободить пленных не имели места: «Даже таких разговоров не припоминаю».

### Вьетнамские «эпопеи» отдельных знаменитостей

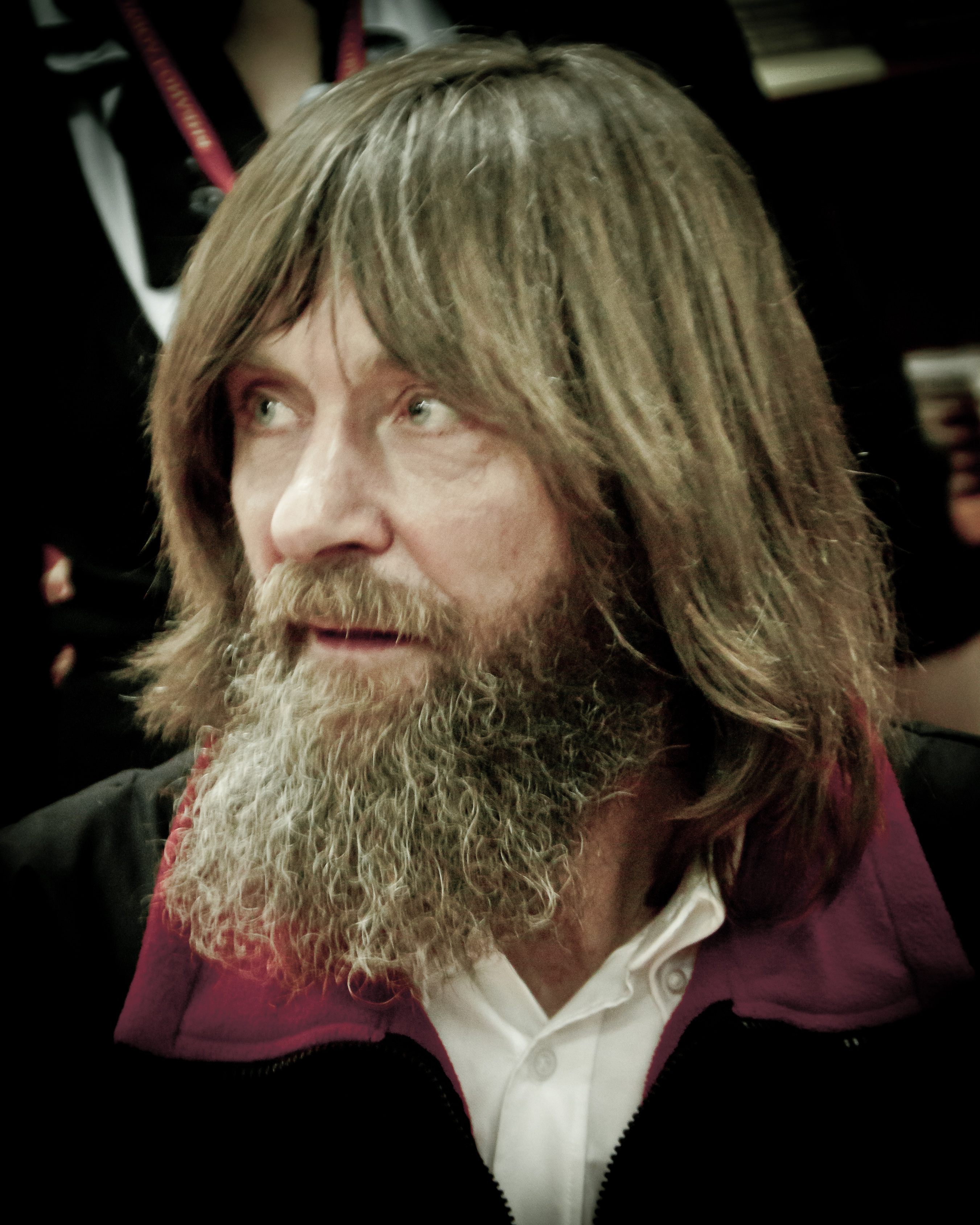
Среди публичных людей рассказами о своих спецзаданиях во Вьетнаме отметился даже путешественник-экстремал Фёдор Конюхов

В разное время, о своих вьетнамских похождениях рассказывали и более публичные люди, знаменитости, такие как: путешественник-экстремал Ф. Конюхов, писатель В. Леденёв, каскадёр и постановщик трюков В. Жариков и др.
Конюхов свою срочную службу служил в ВМФ СССР на одном из больших десантных кораблей Балтийского флота. Но из-за недомолвок и кривотолков, ему приписывали то службу в спецназе ГРУ, то службу в морпехоте и, одновременно, участие в многочисленных спецоперациях, наподобие описанного выше рейда на базу вертолётов «Супер Кобра». Что характерно, своего участия в подобных мероприятиях он не отрицал. Жёлтая пресса оперировала, главным образом, слухами, о том, что южнее 17-й параллели, в джунглях Южного Вьетнама действовали советские военные специалисты и разведчики, а вместе с ними там работали группы спецназовцев. Не пытаясь развеять эти слухи, Конюхов признавал, что выполнял специальные задания во Вьетнаме.
Когда эта информация достигла руководства Организации ветеранов войны во Вьетнаме, оттуда поступил ответ, что никакими сведениями об участии советских спецподразделений в войне во Вьетнаме на данный момент МООВВВ не располагает, и рассказы Конюхова и, что, быть может, ещё существеннее — их интерпретация журналистами, выглядят, по меньшей мере, сомнительными.
О своём участии в «спецоперациях» во Вьетнаме неоднократно заявлял белорусский писатель В. И. Леденёв, который в автобиографии указывает, что в 27 лет проходил службу во Вьетнаме в 1968 году «в составе спецкоманды технической разведки, действовавшей не только в Северном и Южном Вьетнаме, но также и во всех странах [Индокитайского] полуострова, выполнял особые миссии во Вьетнаме, когда там шла война», а также участвовал в ряде других специальных операций в СССР и странах дальнего зарубежья. В 2004 г., он опубликовал свои рассказы на ветеранском интернет-ресурсе «ArtOfWar» (на котором публикуются военные с обеих противоборствующих сторон, как русские, так и американцы), в частности, его рассказ «Дорога домой» (о спецоперациях в Южном Вьетнаме), был опубликован 6 октября 2004 г., а затем вышел в печати, в сборнике военной прозы в 2005 г., на первых же его страницах. Однако в дальнейшем, после ознакомления с рассказом более широкими ветеранскими кругами, материал подвергся резкой критике за свою неправдоподобность. В первую очередь, за очень низкую детализацию — например, за то обстоятельство, что Леденёв не называет своих сослуживцев пофамильно и нигде не указывает ни их воинские звания, ни должности, ни в/ч, к которым они относились, лишь имена: «Пашка», «Славка», «Колька» и тому подобные, в связи с чем, проверяемость информации и возможность уточнить что-либо у общих знакомых, которых, учитывая заявленные автором годы службы, должно быть предостаточно, стремится к нулю. Если фамилии и называются в рассказе, то он и командир группы узнавали их якобы лишь в минуты смертельной опасности, что многие сочли абсурдным, так как в ВС СССР, в том числе и в частях, несущих службу за рубежом, в обязательном порядке все знали друг друга пофамильно (а не поимённо), в особенности тех, с кем отправлялись на выполнение боевой задачи. Описывая в рапорте ход выполнения тех или иных задач, командир группы не мог указывать имена — он в обязательном порядке указывал своих подчинённых по формуле «звание+фамилия».

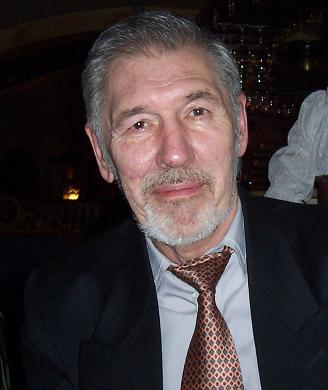
Вьетнамские истории писателя Виктора Леденёва были даже напечатаны в сборнике ветеранских воспоминаний, прежде чем разобрались, что все его рассказы — чистой воды вымысел

Также, ветераны обратили внимание на отдельные нестыковки в рассказе: например, что ракет AGM-114 Hellfire, два экземпляра ГСН которых, автор захватил у Армии Республики Вьетнам, в то время, в течение которого, он якобы выполнял специальные задачи во Вьетнаме, не было даже в проекте, не говоря уже о полевых испытаниях опытных образцов. Кроме того, как отмечали ветераны, 1-я группа рейнджеров АРВ (которую Леденёв называет «первой парашютной» — среди соединений АРВ была одна воздушно-десантная дивизия, которая не имела номера, а также 81-я воздушно-десантная группа рейнджеров, «1-й парашютной» среди них не было), от которой автор успешно отбивался в южновьетнамских горах, на выполнение боевых задач выдвигалась в камуфлированных панамах, имея при себе каски американского образца, но уж никак не в краповых беретах (Леденёв называет их красными), которые в качестве элемента повседневной формы одежды использовались лишь в пунктах их постоянной дислокации, и на торжественных мероприятиях. 29 августа 2008 г., под непрекращающимся давлением со стороны ветеранов, Леденёв был вынужден удалить свой рассказ, а заодно удалил с ветеранского сайта свой авторский профиль, вместе со всеми остальными рассказами.
Впрочем, после появления информации о начале работ над совместным российско-вьетнамским фильмом о работе секретного советского спецподразделения на территории Вьетнама в 1969 году, Леденёв заявил свои авторские права на сценарий к фильму, который по его мнению написан по повести «Вьетнамский коктейль».
В начале 2000-х гг. были опубликованы интервью с каскадёром В. Жариковым, в которых он рассказывал о своих диверсионных действиях во Вьетнаме, и всегда уточнял, что в кинематограф пришёл после службы в советских спецвойсках во Вьетнаме. В интервью «Комсомольской правде» 21 февраля 2008 г. он заявил: «Служил в армии в отряде особого назначения. И так оказался во Вьетнаме, где провоевал полгода. Нас там здорово учили единоборствам, много внимания уделяли физподготовке». Практически то же самое его высказывание было опубликовано и в журнале «Фаворит». По его словам в спецвойсках его многому научили (спецвойска и войска специального назначения — довольно разные понятия). После некоторых «вьетнамских» моментов рубашки выжимали — так боялись. На вопрос, приходилось ли ему работать в тылу сайгонских войск, Жариков ответил, что ему не просто приходилось воевать в тылу врага, более того: «И с парашютом попрыгать пришлось и штаб брать доводилось».
Старший научный сотрудник Института Дальнего Востока Российской академии наук В. Кашин, анализируя воспоминания Жарикова, предлагает ответить на два простых вопроса:
1. Во что могло обойтись СССР участие его спецназа в действиях в Южном Вьетнаме?
2. Какие задачи мог выполнять советский спецназ в Южном Вьетнаме?

На первый вопрос, по его глубокому убеждению, есть лишь один ответ — в случае захвата живого или мёртвого советского спецназовца на территории Южного Вьетнама американская сторона получала в своё распоряжение неопровержимое доказательство прямого участия Вооружённых сил СССР в войне на стороне Демократической Республики Вьетнам. Что в свою очередь могло повлечь за собой для СССР весьма нежелательные внешнеполитические последствия, например в виде более широкого вовлечения во Вьетнамскую войну союзников США, ухудшения отношений со странами Юго-Восточной Азии и другим, далеко идущим последствиям. Таким образом, политическая цена даже не провала, а просто любого сбоя в операции советского спецназа во Вьетнаме могла быть для СССР весьма высокой.

Многие тайны советского присутствия в Индокитае скрываются до сих пор. Этим долгое время и довольно умело пользовались Соединённые Штаты, эксплуатируя образ «русских злодеев» во вьетнамских джунглях. Кадр из нашумевшего кинофильма: Схватка бывшего «зелёного берета» Дж. Рэмбо с сержантом Юшиным в кабине вертолёта, летящего над вьетнамскими лесами

Второй вопрос: Для проведения каких операций мог быть направлен в Южный Вьетнам советский спецназ? Иными словами, зачем было его туда отправлять? Американское оружие, представлявшее интерес для ВПК СССР, вьетнамцы, хоть и с проволочками, но и так передавали. Точно так же дело обстояло с информацией, которую они получали от пленных. Можно даже предположить, что у сотрудников советской разведки на Севере Вьетнама был доступ к американским пленным. Таким образом, если СССР был заинтересован получать разведывательную информацию таким способом, то проще было бы использовать возможности самих вьетнамцев. При этом возможности вьетнамских подразделений для проведения таких операций были заведомо выше, чем у советских, ибо они опирались на мощную агентурную сеть по всей территории Южного Вьетнама (которой ВС СССР не имели) и могли легко затеряться среди местного населения. Но полагать, что несколько групп советского спецназа радикально подняли бы эффективность вьетнамских сил, по меньшей мере необоснованно. По убеждению Кашина, единственная форма присутствия советского спецназа во Вьетнаме, которая имела смысл — это содействие в обучении бойцов аналогичных вьетнамских подразделений. Таким образом, там действительно могло находиться некоторое количество бойцов и офицеров СпН ГРУ в роли советников, но они должны были быть на Севере. Даже если и допустить их гипотетическое присутствие на Юге, то исключительно в каких-то относительно безопасных местах, а не на передовой.
Как отмечает обозреватель альманаха «Искусство войны» У. Сулейманов,  пресса переполнилась фантазиями о сотнях и тысячах советских десантников и спецназовцев, которыми кишели джунгли. На профильных форумах, ссылаясь на безымянные «источники», утверждали, что в Южном Вьетнаме активно воевали советские десантники и морские пехотинцы срочной службы. Председатель Организации ветеранов войны во Вьетнаме Н. Н. Колесник выразил официальную точку зрения ветеранского сообщества на этот счёт:
- Организации, несмотря на многолетнюю работу по всестороннему изучению советской военной помощи Вьетнаму, ничего не известно о случаях участия советских десантников и морских пехотинцев в боевых действиях во Вьетнаме (в данном случае, имеются в виду именно боевые действия, а не какие-либо иные мероприятия). Изучение захваченных в боях вьетнамцами или полученных со сбитых самолётов образцов техники и снаряжения, нового оружия — этим занималась техническая разведка (военно-научная группа). Свои задачи решали и специалисты радиоразведки. В направлении во вьетнамские джунгли каких-то советских спецгрупп не было решительно никакой необходимости;
- Чему могли научить вьетнамцев бойцы советских подразделений специального назначения? Тактике боевых действий в джунглях? Вьетнамцы к тому времени воевали в них непрерывно на протяжении уже 25 лет: С японцами, французами и американцами по очереди. Рукопашному бою? Вьетнамцы развивали свои национальные боевые искусства на протяжении сотен лет, и не особо нуждались в непривычном для них боевом самбо;
- Агентурная и техническая разведка работали эффективно, оперативно предоставляя командованию очень ценную информацию безо всякого шума. Американские бомбардировщики ещё только взлетали с военно-морской базы США в бухте Апра на острове Гуам, а вьетнамскому военному командованию и советским командирам уже было известно, сколько их, куда и каким курсом они направляются. А зенитчики, тем временем, готовились к встрече этих незванных «гостей»;
- Военные учебные центры были, как в СССР, так и в Северном Вьетнаме. При них, разумеется, работали советские военные специалисты, которые помогали осваивать технику и современное вооружение. Но вовсе не бегали сотнями по джунглям в непонятной форме с советскими погонами и с автоматами Калашникова наперевес. У зенитчиков была только гражданская одежда, они не имели при себе личного оружия — даже офицеры, так как находились, хоть и негласно, на территории суверенного государства, куда прибыли по настоятельной просьбе его законного правительства.

При этом личный состав Вьетнамской Народной Армии, несмотря на откровенно скудное питание, плохо налаженное снабжение, разрушенную многочисленными войнами инфраструктуру, демонстрировал высочайший патриотизм и понимание того, за что они воюют. Боевой дух и стойкость вьетнамского солдата были высочайшими: Учились они самоотверженно и воевали так же. По словам Н. Н. Колесника, он и его коллеги гордятся своей работой с такими незаурядными бойцами как вьетнамцы, и тем фактом, что советским специалистам посчастливилось им помочь в борьбе за независимость и объединение их родины.

### Операция «Призрак»
№44 (597), 8 ноября:
 Во время вьетнамской войны спецслужбы СССР похитили американский истребитель вместе с двумя пилотами.
 №45 (598), 15 ноября:
 Розыск американского истребителя, похищенного во время вьетнамской войны вместе с пилотами спецслужбами СССР, приносит результаты. Обозревателю «Власти» Евгению Жирнову удалось установить тип исчезнувшего самолёта, время похищения и круг причастных к этому лиц.
 №46 (599), 22 ноября:
 Розыск американского истребителя F-111, похищенного советскими спецслужбами во время вьетнамской войны вместе с экипажем, подходит к концу. Имена пилотов установлены. Однако в истории их пленения происходит неожиданный поворот.
С 25 октября по 22 ноября 2004 г. в журнале «Коммерсантъ», под маркой журналистского расследования вышла серия публикаций Е. Жирнова «Охота на „Шелестящую смерть“», эксплуатирующая идею о гипотетически возможном пленении советскими спецслужбами секретного американского истребителя вместе с экипажем. Данная серия публикаций, несмотря на проведённую её автором работу, была основана на синтезе действительно имевших место событий, о которых Жирнову стало известно в рамках проводимого им расследования, с допущениями и предположениями самого журналиста («не исключено», «вероятнее всего», «допустим» и т. п. обороты). Построение материала основывается на сообщении новой и повторении уже известной информации, подкреплённой собственными рассуждениями. Разумеется, во время изначальных бесед с ветеранами, Жирнов не оглашал целей проводимых интервью, и основу устных ветеранских рассказов составили описания боевых будней и вопросы текущей жизни и признания заслуг государством — в публикации всё это не попало, а вошли только отдельные отрывки, прямо или косвенно касающиеся идеи-фикс об американских военнопленных в Советском Союзе. Редакция журнала пыталась придать статьям Жирнова оттенок сенсационности и то и дело печатала броские, но вводящие в заблуждение заголовки, из которых недвусмысленно следовало, что пребывание американских военнопленных, переправленных в СССР из Вьетнама было историческим фактом.
Жирнов сам признавал, что собранная им информация была, мягко говоря, «куцей», однако же, продолжал делать свои далеко идущие выводы, и любой намёк выдавал за неоспоримый факт, даже не имея материальных свидетельств, способных подтвердить эти намёки: «Два пилота, истребитель, заглушен, доставлен. Какой самолёт, когда, где, кем и как захвачен — неизвестно. Пилотов два. Были в Сарышагане. Но кто они и живы ли — также неизвестно». Первым делом, он решил пойти «по списку», то есть, по списку из 3507 американцев, пропавших без вести в Юго-Восточной Азии, предварительно вычеркнув из него всех, кроме пилотов. Однако этот метод результатов не дал. Он пошёл другим путём, опрашивая советских участников Вьетнамской войны и тех, кто мог косвенно подтвердить эти предположения — высокопоставленных военных и гражданских чинов, авиаконструкторов, лётчиков-испытателей С. Микояна и В. С. Ильюшина, в богатой практике которых, встречались американские самолёты F-4, F-5E, F-111 и др. В беседе с одним из неназванных источников, тот сообщил Жирнову, что F-4 "притащили ребята из разведки, это называлось операцией «Призрак», — эта фраза и послужила фундаментом для всех остальных домыслов относительно деятельности советских спецслужб во Вьетнаме.
Жирнов, в частности, ссылался на воспоминания одного из ведущих конструкторов ОКБ Сухого О. С. Самойловича, который писал в своих мемуарах, о том, что советским авиаконструкторам в их работе очень помогало Главное разведывательное управление Генерального Штаба (ГРУ ГШ), которое по его признанию очень грамотно делало своё дело, в отличие от Службы внешней разведки КГБ, где, по его глубокому убеждению, «сидели дилетанты, которые все данные черпали из открытой печати, а затем обобщали их при помощи ножниц и клея».
Жирнов также пытался разыскать советских трофейщиков, работавших во Вьетнаме, думая, что они сотрудники спецслужб. Но ни одна из его задумок не давала результата: Ветераны спецслужб вроде бы, что-то, где-то, когда-то слышали о них, но ни одной фамилии не называли. И, как он сам писал, из секретной справки посольства СССР в Ханое о работе спецгруппы советских специалистов по изучению американской военной техники от 14 марта 1967 г., копией которой удалось завладеть Жирнову, совершенно определённо следовало, что советские специалисты действовали только на территории Северного Вьетнама, следовательно трофейщики определённо не были теми «ребятами из разведки», о которых ему говорил бывший руководитель оборонной промышленности. Теми, кто добыл F-4 и F-111.
Сопоставив факты, что старший советник по авиации в 1967—1969 годах Е. Анциферов и бывшие в то же самое время Главный военный советник генерал В. Абрамов, и военный атташе генерал А. Лебедев — тоже лётчики, Жирнов пришёл к однозначному выводу, что это был «просто идеальный подбор для проведения операции в воздухе».
Исследование вьетнамских дневников Е. Анциферова и опрос тех, кто работал вместе с ним в ДРВ, и его подчинённых в СССР, показал, что кроме догадок самого Жирнова, ничто более не намекает на проведению этой или подобной ей операции. Жирнов ссылался на рабочие записи главы российско-американской комиссии по поиску пленных, небезызвестного генерал-полковника Д. А. Волкогонова, к которым он якобы имел доступ, и в которых Волкогонов писал, что видел документ, где Политбюро Центрального комитета Партии трудящихся Вьетнама разрешало вывоз ценных пленников в СССР — но никаких иных подтверждений слов Волкогонова, которые он якобы указал в своих рабочих записях, не было.
| В годы Холодной войны в СССР периодически находились пленные американские пилоты сбитых над территорией СССР самолётов-шпионов. Все они незаконно перелетели в советское воздушное пространство с аэродромов стран-сателлитов США. | Гипотеза о содержании в СССР американских военнопленных, пленённых во Вьетнаме, подхваченная и развитая прессой, не подтверждена ни одним материальным свидетельством и основывается на интервью перебежчика О. Калугина, данное им не с увиденного воочию, а со ссылкой на третьих лиц (якобы услышано им от его знакомого). | Факт изучения самолётов А-6, F-4, F-5, F-111 и их отдельных агрегатов, подтверждается многими компетентными лицами: высокопоставленными военными и гражданскими чиновниками, авиаконструкторами, лётчиками-испытателями. | Гипотеза о проведении операции «Призрак» и даже версии о проведении операции с таким или иным кодовым названием и сходными задачами известны лишь из предположений, догадок и допущений в статьях Е. Жирнова, основанных лишь на отдельных, не связанных друг с другом напрямую, случаях. |

Жирнов сам признавал в своём расследовании, что сопоставляя факты, а не домыслы, получалось, что этой операции не было. Самолёт в СССР был, пленные тоже были, а операции не было. Это подтвердилось в разговоре с неназванным специалистом по постановке помех, который, хорошо понимая техническую сторону вопроса, был категоричен, что особенности вьетнамского рельефа и невозможность перекрыть весь диапазон частот, делали эту задачу нереальной. Даже теоретически, если предположить что «заглушку» производили с советского самолёта, идущего прямо над американским, теория разбивается об отсутствие у советской авиации во Вьетнаме постановщиков помех такого класса.

### Пленение майора ВМФ США Джона Маккейна

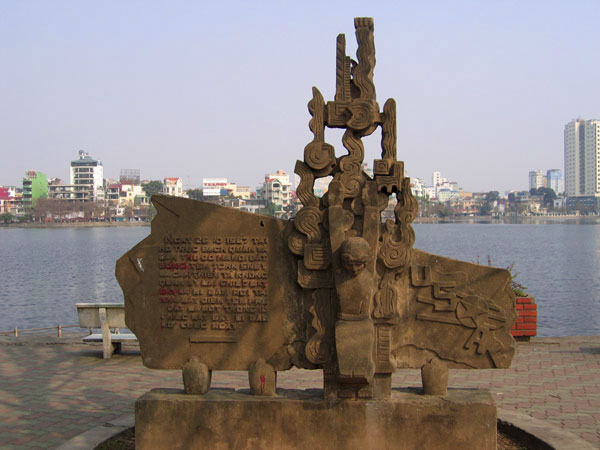
Памятник, воздвигнутый в районе пленения лётчика Джона Маккейна в Ханое. На барельефе изображён Маккейн, стоящий на коленях, опустив голову, с поднятыми вверх руками

Эпизод пленения майора (лейтенант-коммандера) ВМФ США Дж. С. Маккейна 26 октября 1967 г. является одним из наиболее символичных событий в воздушной войне Вьетнама против США. В районе Бадинь, на берегу Западного озера в Ханое, неподалёку от озера, куда приземлился катапультировавшийся пилот, стоит памятник, воздвигнутый в память об этом событии. На барельефе памятника изображён Маккейн, стоящий на коленях, опустив голову, с высоко поднятыми руками. Войдя в большую политику и став сенатором, Маккейн сам приезжал на это место. 12 ноября 2008 г., вскоре после Президентских выборов в Соединённых Штатах (которые прошли 4 ноября), в газете «Московский комсомолец» было опубликовано интервью журналистки Анны Ставрогиной с ветераном Вьетнамской войны, бывшим офицером наведения ЗРК С-75, подполковником (во время описываемых событий — капитаном) Юрием Трушечкиным под заголовком «Маккейна чуть не забили мотыгами». В данном материале безапелляционно утверждалось, что она нашла героя, который сбил основного кандидата в президенты США сенатора, а тогда ещё майора ВМФ США Джона Маккейна во Вьетнаме в 1967 г.
Непосредственно сразу после публикации этого интервью, во многих печатных и электронных средствах массовой информации, как русскоязычных и зарубежных, появилось множество материалов, являвшихся, по сути, перепечаткой этой информации и сюжетов на эту тему.
Публикация возымела продолжение — 21 ноября 2008 г. на сайте Фонтанка.ру, вышел материал, из которого следует, что межрегиональная организация Коммунисты Петербурга и Ленобласти (КПЛО) обратились к руководству страны и губернатору города В. И. Матвиенко с призывом наградить подполковника в отставке Звездой Героя России и назначить ему персональную пенсию, а также с просьбой улучшить жилищные условия офицера и признать его почётным гражданином Петербурга.
Вскоре, однако, информация была частично опровергнута самим ветераном, он заявил что: «Персонально кнопку пуска я не нажимал. Это был вьетнамский офицер наведения. А я перед этим выгонял параметры в кабине управления. Просто газетчики переиначили мой рассказ, впрочем, почти как и всегда». Председатель МООВВВ Н. Н. Колесник внёс ясность в обстоятельства происходившего на самом деле и расставил все точки над «i»:
1. Маккейн был сбит советской ракетой над Ханоем при бомбардировке электростанции Йенфу 26 октября 1967 г., а не над мостом Хамжонг 06 октября 1967 г., как указано в напечатанном интервью Трушечкина;
2. Трушечкин выполнял свои боевые задачи в 4-й зоне ПВО, а не в 6-й зоне над Ханоем, где и был сбит Маккейн;
3. Маккейн был лётчиком ВМФ США, пилотировавшим палубный штурмовик A-4 Skyhawk, и не мог летать на самолёте наземного базирования ВВС США многоцелевом истребителе F-4 Phantom (хотя, как всем известно, F-4 имел варианты палубного базирования, использовавшиеся во Вьетнаме);
4. Парашютная книжка Маккейна никаким образом не могла оказаться у ракетчика Трушечкина, который в этот момент должен был находиться на боевой позиции, а не вытаскивать из озера сбитого Маккейна и забирать его книжку;
5. Расчёт Трушечкина действительно однажды сбил самолёт, который пилотировал американский пилот с характерной шотландской фамилией, начинающейся на «Мак» (скотс Mc, так же как у Маккейна[Прим. 3]), и память ветерана за долгие годы попросту не сохранила точной фамилии сбитого лётчика. Предположительно фамилия пилота, сбитого дивизионом Трушечкина американского самолёта, была Макклейн[52].